# Värend

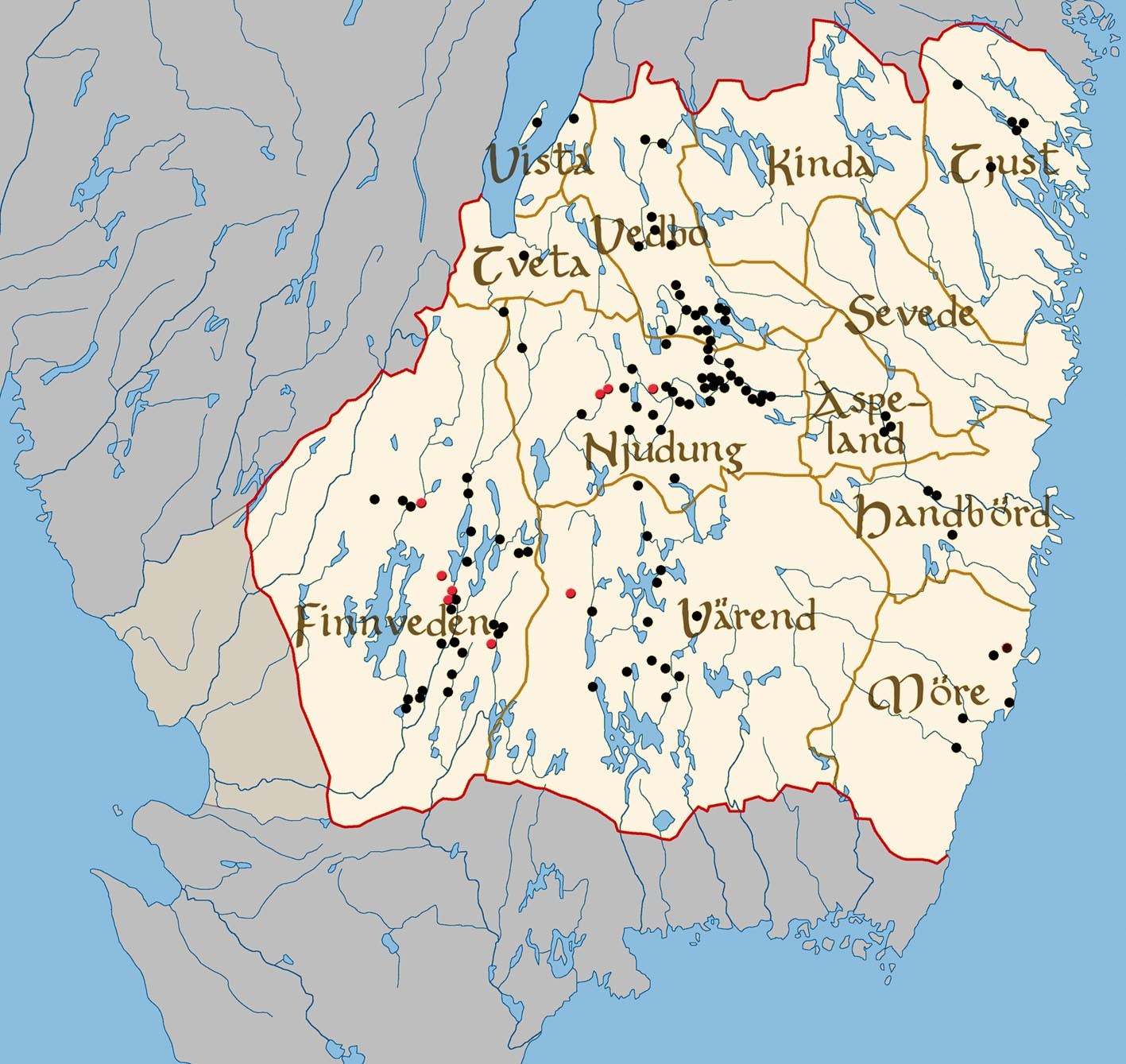
Smålands „kleine Länder“. Die Punkte zeigen Runensteine. Die roten Punkte weisen auf Runensteine hin, die von langen Reisen berichten.

Värend ist eins der sogenannten „kleinen Länder“ aus denen die Provinz Småland (Schwedisch: „kleine Länder“) entstand. Es besteht aus den Kreisen (härader) Allbo härad, Kinnevald härad, Konga härad, Norrvidinge härad und Uppvidinge härad.